# Storhertigdömet Mecklenburg-Strelitz
Mecklenburg-Strelitz var ett storhertigdöme i norra Tyskland och bestod ungefär av det område som idag utgör Landkreis Mecklenburg-Strelitz, områden som angränsar till dagens Brandenburg med staden Fürstenberg och området kring Ratzeburg i dagens Schleswig-Holstein.

## Geografi
Mecklenburg-Strelitz var till storleken den 12:e, till folkmängden den 21:a staten i Tyska riket. De bestod av två skilda delar: herrskapet Stargard öster om Mecklenburg-Schwerin, mellan detta samt Pommern och Brandenburg, och furstendömet Ratzeburg (ett sekulariserat biskopsland) väster om Mecklenburg-Schwerin och i övrigt begränsat av Schleswig-Holstein, Lübeck och Trave.

## Samhälle och näringsliv
I Mecklenburg-Strelitz fortlevde fortfarande i början på 1900-talet det gamla feodalväsendet. Av jorden var 56 procent ett storhertigligt fideikommiss (domanium) och hela återstoden tillhörde ridderskapet, enskilda stiftelser eller städerna. Några självägande bönder fanns inte. Bönderna var livegna till 1820 men livegenskapens upphävande innebar inga större förändringar i deras ställning. De blev istället arrendatorer under kronan eller under adeln. 1869 gjorde emellertid regeringen domanialarrendena ärftliga men annars var arrenderätten mestadels inskränkt till arrendatorns livstid. Bönderna saknade alla kommunala och politiska rättigheter.
Huvudnäringen var jordbruk, som födde 45 procent av befolkningen. Jorden var fruktbar och väl odlad. 1900 var 50,8 procent av ytan åker eller trädgård. Råg och havre var huvudprodukterna. Ängsområdet var relativt litet vilket hämmade utvecklingen av boskapsskötseln. Svin- och fåraveln var dess viktigaste grenar.
Industrin sysselsatte sig huvudsakligen med förädling av jordbruksprodukter dvs. kvarnar, sockerfabriker, brännerier, bryggerier, stärkelsefabriker, fruktkonserveringsanstalter m.m. Träindustrin hämtade mestadels sin råvara från Sverige. Exporten utgjordes av jordbruksprodukter medan industriprodukter, kolonialvaror, stenkol, trä m. m. var de viktigaste importvarorna.

## Förvaltning och politik

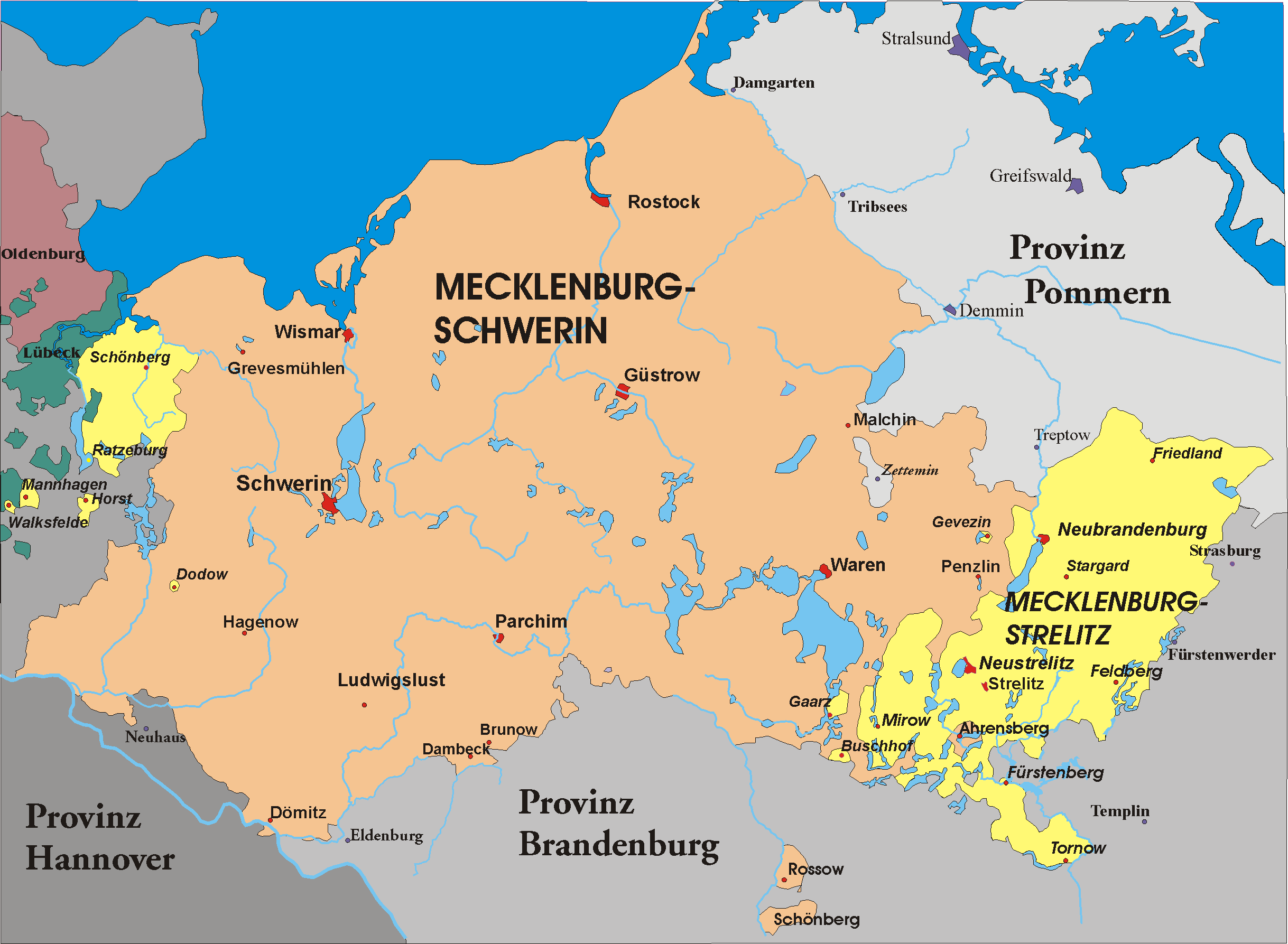
Mecklenburg-Strelitz (gulmarkerat) på kartan

Mecklenburg-Strelitz' politiska system var nära sammanflätat med Mecklenburg-Schwerins. Båda storhertigdömena var inskränkta monarkier, ärftliga på manssidan. De regerande familjerna var nära besläktade och ägde ömsesidiga successionsrättigheter. Skulle båda grenarna dö ut så övergick deras besittningar till Preussen.

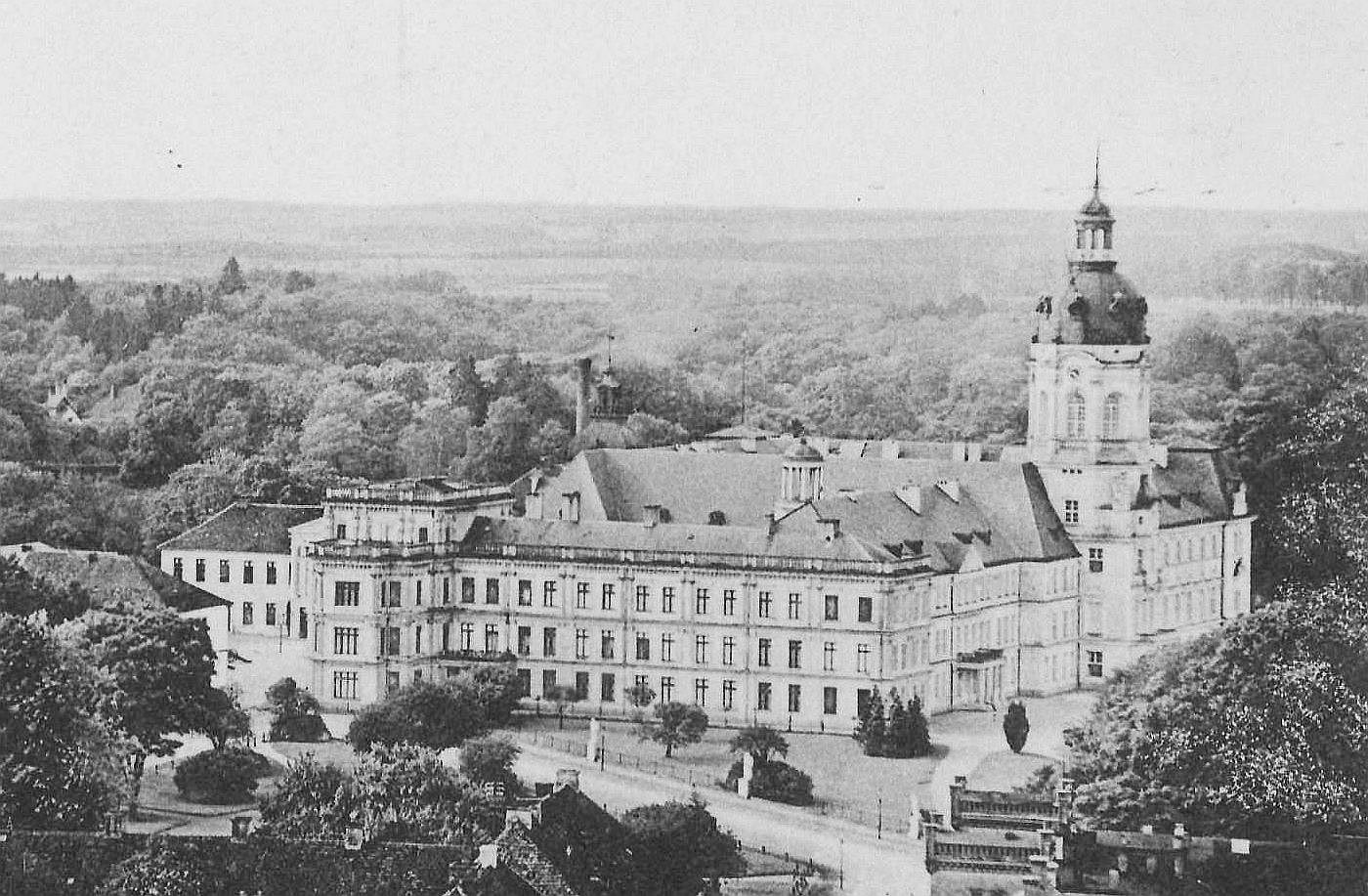
Residensslottet i Neustrelitz (1900). Slottet förstördes 1945.

Konstitutionen, som var gemensam för de båda storhertigdömena, uppvisade få drag av dåtidens politikens liberala tendenser. Den grundade sig på den överenskommelse som hertigen av Mecklenburg-Schwerin 1755 träffade med sina ständer och som samma år biträddes av Mecklenburg-Strelitz. Båda storhertigdömenas ständer bildade sedan 1528 en gemensam korporation, kallad Landesunion, som består av Ritterschaft, till vilket hörde alla ägare (nära 800) av riddargods, samt Landschaft, som omfattade representanter (borgmästaren) för 50 städers magistrat.
Såväl Ritter- som Landschaft, vilka samlades på en kammare och rösta per capita, var fördelade efter kretsar: den mecklenburgska, den vendiska och den stargardska. Furstendömet Ratzeburg samt staden Neustrelitz var inte representerade på lantdagen utan styras direkt av de respektive storhertigarna. Det förra har sedan 1869 egen representation (21 medl.), som dock trädde i verksamhet först 1906.
Landesunion sammanträdde varje höst, omväxlande i Sternberg och Malchin. Mellan sina sessioner representerades den i Rostock av ett utskott på nio medlemmar. Från lantdagarna skall skiljas de s. k. konvokations- och deputationsdagarna, av vilka de förra var sammankomster av ständer från ena eller andra storhertigdömet för behandling av viktiga enskilda angelägenheter, som fordrade skyndsam behandling, de senare var ombud för ständerna, vilka utan furstlig kallelse kunde samlas till allmänna landskonvent eller särskilda krets- och amtskonvent för att behandla mera privata angelägenheter.
Lokalförvaltningen utövades på det furstliga domanium av ämbetsverk, kallade domanialämter (5 i Mecklenburg-Strelitz) och på ridderskapets gods av dess ägare. Dessa måste dock för vissa viktigare frågor låta representera sig genom av dem själfva utsedda s. k. polizeiämter (17 i Mecklenburg-Strelitz). I städerna motsvarades dessa av magistratskollegium, vars medlemmar i Rostock och
Wismar valdes av borgarna, men i de flesta andra städer utsågs av regeringen.
I städerna fanns en kommunal representation, Bürgerrepresentation
(i Rostock Hundertmänner). På landsbygden däremot förekom endast på domanialområdet ett slags nyinrättad kommunalförfattning
(Dorfgemeinde), men inte på ridderskapets gods. I Mecklenburg-Strelitz var statsministeriet i Neustrelitz, bestående av en statsminister, högsta myndighet. Ministrarna var endast ansvariga inför storhertigen.
Rättskipningen handhades i Mecklenburg-Strelitz av 10 amtsdomstolar, 1
appellationsdomstolar (Landgerichte), i Neustreliz. Mecklenburg-Schwerins Oberlandesgericht
i Rostock var även högsta instans för Mecklenburg-Strelitz.
Mecklenburg-Strelitz hade 1910-11

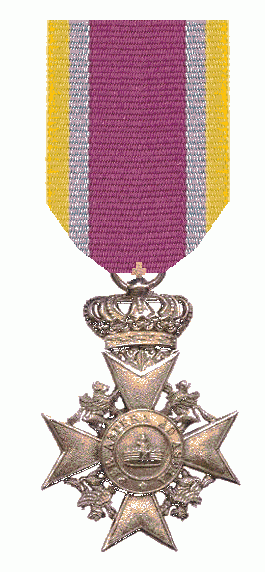
Vendiska kronans silverkors.

en inkomststat på 4,72 miljoner mark samt 4,53 miljoner mark i utgifter. Dess statsskuld var 2,38 miljoner mark. Till följd av de stora inkomsterna av domanium hörde storhertigarna av Mecklenburg till Europas rikaste furstar.
I Tyska förbundsrådet hade Mecklenburg-Strelitz en röst och de sände en ledamot till tyska riksdagen.
Storhertigdömena uppsatte 3 bataljoner grenadjärer, ett regemente fusiljärer, en bataljon jägare, 2 dragonregementen, ett regemente och ett batteri fältartilleri, vilka hörde till 17:e divisionen och 9:e armékåren, utom jägarbataljonen, som hörde till 14:e armékåren.
Såväl titel som vapensköld, ett framåtvänt svart krönt oxhuvud med silverhorn och silvernosring i guldfält, var gemensamma; 1864 stiftades också den gemensamma orden Vendernas Krona.

## Historia

Mecklenburgs traditionella vapensköld med den typiska tjuren.

Hertigdömet inrättades 1701, mer eller mindre på samma territorium som det tidigare hertigdömet Mecklenburg-Güstrow hade existerat. Huvudstad var Neustrelitz. 1808 gick hertigdömet med i Rhenförbundet. Wienkongressen erkände det som ett storhertigdöme och medlem av det Tyska förbundet. Mecklenburg-Strelitz gick med i Nordtyska förbundet 1867 och blev en del av det Tyska riket 1871.
Det amerikanska county Mecklenburg i North Carolina (Charlotte, North Carolina) är uppkallat efter Mecklenburg-Strelitz och den Strelitz-födda prinsessan Charlotte (drottning av Storbritannien och hustru till kung Georg III av Storbritannien). Blomman Strelitzia är även den uppkallad i ära till hennes hemland. Drottning Louise av Preussen var också född som prinsessa av Mecklenburg-Strelitz.
Det långsamma slutet för den regerande familjen I Mecklenburg-Strelitz inträffade precis före monarkins fall i och med slutet på första världskriget. Vid den tiden fanns det bara två stycken erkända manliga dynaster av Strelitz. Det var den unge storhertig Adolf Fredrik VI och hans kusin hertig Karl Mikael, som var i rysk tjänst genom att han var som till en storfurstinna. 1914, efter att storhertig Adolf Fredrik hade dött och före kriget bröt ut mellan Tyska riket och Ryska riket, avsade sig hertig Karl Mikael sitt mecklenburgiska medborgarskap. Den 23 februari 1918 begick storhertig Adolf Fredrik VI självmord och på så sätt blev hans kusin Karl Mikael arvtagare till tronen i storhertigdömet. Karl Mikael var dock i Ryssland och tillträdde inte på tronen och skrev till storhertig Fredrik Frans IV av Mecklenburg-Schwerin, som fungerade som regent i Strelitz, att han önskade avsäga sina rättigheter att ärva Strelitz. Brevet kom dock fram först 1919, efter detyska revolutionerna och monarkiernas fall, så arvsfrågan blev inte löst i tid.
Huset Mecklenburg-Strelitz överlever till idag härstammande från hertig Georg av Mecklenburg (tidigare greve av Carlow), som den morganatiske brorsonen (son till hertig Georg Alexander och grevinnan Natalia Carlow) till hertig Karl Mikael. Hertig Karl Mikael adopterade sin brorson Georg 1928 och därefter antog Georg titeln hertig av Mecklenburg (Hans Höghet) som erkändes av storhertig Fredrik Frans IV. Han gavs senare titeln Hans Höghet av huset Mecklenburg-Schwerin. Georgs sonson Georg Borwin är det nuvarande överhuvudet för huset Mecklenburg-Strelitz.

## Hertigar av Mecklenburg-Strelitz,1658-1815
- Adolf Fredrik II 1658-1708
- Adolf Fredrik III 1708-1752
- Adolf Fredrik IV 1752-1794
- Karl 1794-1815

## Storhertigar av Mecklenburg-Strelitz,1815-1918
- Karl 1815-1816
- Georg 1816-1860
- Fredrik Vilhelm 1860-1904
- Adolf Fredrik V 1904-1914
- Adolf Fredrik VI 1914-1918
- Fredrik Frans IV av Mecklenburg-Schwerin 1918 (Regent)